# Liriomyza flavonigra
Liriomyza flavonigra är en tvåvingeart som först beskrevs av Daniel William Coquillett 1902.  Liriomyza flavonigra ingår i släktet Liriomyza och familjen minerarflugor. Inga underarter finns listade i Catalogue of Life.